# Lucas González Amorosino
Lucas González Amorosino (nacido en Buenos Aires el 2 de noviembre de 1985) es un jugador de rugby argentino que se desempeña como wing o fullback para el club de rugby Pucara.

## Trayectoria
Formó parte de la selección de rugby 7 de Argentina antes de unirse al Leicester en 2009, luego de su debut con la internacional absoluta de Argentina en verano de ese año contra Inglaterra. Antes de empezar la temporada 2009/10, estuvo a prueba y más tarde le dieron un contrato pleno por delante del internacional francés Nicolás Jeanjean que también estaba a prueba en ese club.
Lucas abandonó Leicester a finales de la temporada 2010-2011 y se unió al club Montpellier del Top 14 francés buscando más tiempo de juego. 
Fue seleccionado para la Copa Mundial de Rugby de 2011 jugando todos los partidos con excepción del partido debut ante Inglaterra. Fue escogido "mejor jugador del partido" contra Rumania y Escocia, selección a la que marcó el ensayo vencedor que sirvió para que Argentina pasara a cuartos de final. Además este ensayo, fue considerado uno de los mejores jugadores del torneo. Lucas fue elegido segundo linebreaker de la Copa Mundial.
Actualmente, es parte de la selección argentina que compite en el Rugby Championship.
Fue parte del equipo que compitió en la Copa Mundial de Rugby de 2015.
El día 3 de noviembre de 2018, Lucas decidió ponerle fin a su carrera como deportista, en su último empató con Asociación Alumni 33 a 33, el Rojo no clasificó a semifinales del Top 12 de la URBA.